# Kingston, Isle of Wight
Kingston är en by i civil parish Shorwell, på ön Isle of Wight, i grevskapet Isle of Wight i England. Byn är belägen 8 km från Newport. Kingston var en civil parish fram till 1933 när blev den en del av Shorwell. Civil parish hade 50 invånare år 1931. Byn nämndes i Domedagsboken (Domesday Book) år 1086, och kallades då Chingestune.